# Bonabosc
Le Bonabosc est un cours d'eau des Pyrénées-Orientales, dans la région Languedoc-Roussillon, et un affluent gauche du fleuve côtier le Tech.

## Géographie
De 6,7 km de longueur, le Bonabosc traverse les deux communes de Montbolo (source) et Arles-sur-Tech (confluence). 

### Bassin versant
Le Bonabosc traverse une seule zone hydrologique « Le Tech du Riuferrer à la rivière Ample » (Y024) de 387 km2 de superficie. Le bassin versant du Bonabosc est de 8,1 km2

## Étymologie
Bonabosc vient des termes latins bona (bon) et boscus (bois, forêt). On trouve la mention de Bonabosco en 1011. On rencontre souvent cette expression au Moyen Âge pour qualifier un domaine. Ici, le nom s'est transmis au cours d'eau qui le traverse.

## Aménagements et écologie

Communes adhérant au Syndicat Intercommunal de Gestion et d'Aménagement du Tech.

La gestion et l'aménagement du Tech est géré depuis 1994 par le Syndicat Intercommunal de Gestion et d'Aménagement du Tech, une structure 
EPCI regroupant trente-cinq communes du bassin versant La vallée du Tech et son embouchure sont deux sites classés Natura 2000.